# Ispidina
Ispidina – rodzaj ptaków z podrodziny zimorodków (Alcedininae) w rodzinie zimorodkowatych (Alcedinidae).

## Zasięg występowania
Rodzaj obejmuje gatunki występujące w Afryce Subsaharyjskiej.

## Morfologia
Długość ciała 10–12 cm; masa ciała samic 9–15 g, samców 9–16 g.

## Systematyka

### Etymologia
- Ispidina: rodzaj Ispida Brisson, 1760 (zimorodek); łac. przyrostek -ina „odnoszący się do, należący do”[5].
- Myioceyx: gr. μυια muia, μυιας muias „mucha” (tj. bardzo mały ptak); rodzaj Ceyx Lacépède, 1799 (zimorodek)[6]. Gatunek typowy: Ispidina ruficeps Hartlaub, 1857 (= Ispidina lecontei Cassin, 1856).

### Podział systematyczny
Do rodzaju należą następujące gatunki:
- Ispidina lecontei Cassin, 1856 – zimorodek karłowaty
- Ispidina picta (Boddaert, 1783) – zimorodek malutki